# 連続波
連続波（れんぞくは、continuous wave(CW)）とは、振幅と周波数が一定の電磁波のことであり、典型的には正弦波のことである。
連続波(CW)という言葉は、正弦波による搬送波（キャリア）をスイッチでオン・オフさせる、初期の無線通信方式のことも指す。初期の無線通信では、モールス符号のように、信号のオンとオフの長さを変化させることで情報を伝達していた。初期の無線電信の無線伝送では、連続波は「非減衰波」(undamped wave)とも呼ばれ、初期の火花送信機で生成された減衰波(damped wave)と区別された。

## 無線通信

### CW以前の無線送信
最初期の無線送信機は、火花間隙（スパークギャップ）を用いて送信アンテナに高周波振動を発生させていた。スパークギャップを使った送信機（火花送信機）の信号は、正弦波の高周波振動が短時間に連続して発生し、それが急激に減衰してゼロになるもので、「減衰波」と呼ばれていた。減衰波の欠点は、エネルギーが非常に広い周波数帯に分散している（帯域が広い）ことである。これにより、他の周波数の無線局との間で混信が発生してしまう。
そのため、減衰の少ない電波を作ることが求められた。減衰波の減衰率（時定数）と帯域幅には反比例の関係がある。減衰波がゼロに向かって減衰するまでの時間が長いほど、無線信号が占める周波数帯域は狭くなり、他の送信との混信が少なくなる。送信機の数が増えて電波の間隔が狭くなると、政府は送信機の減衰を制限するようになった。そこでメーカーは、減衰を最小限に抑えた長い「リンギング」波を発生させる火花送信機を製造した。

### CWへの移行
電波通信のための理想的な電波は、減衰のない正弦波、すなわち連続波であることがわかってきた。切れ目のない連続した正弦波は、理論的には帯域幅がゼロであり、全ての送信エネルギーが1つの周波数に集中しているため、他の周波数の通信に干渉することがない。火花送信機では連続波を作ることはできないが、1913年頃にエドウィン・アームストロングとアレクサンダー・マイスナーが発明した真空管式発振器により実現が可能となった。第一次世界大戦後、連続波を出すことのできる送信機であるアレキサンダーソン・オルタネータと真空管式発振器が広く普及した。
その後、1920年頃には減衰波式の火花送信機は連続波式の真空管式送信機に取って代わられ、1934年には減衰波の送信が国際的に規制された。

### キークリック

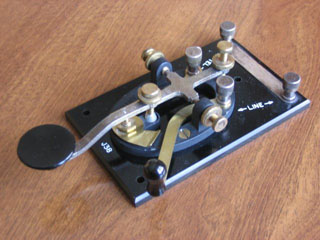
第二次世界大戦期にアメリカ軍で使用された電鍵のモデル J38

連続波による情報伝達は、電鍵と呼ばれるスイッチで連続波のオンオフを切り替え、「短点」（トン）と「長点」（ツー）という異なる長さのパルスの組み合わせによりモールス符号の文字を表すことによって行われる。よって、連続波の無線電信の信号は、一定の振幅を持つ正弦波のパルスが無信号の隙間を挟んで構成されている。
オンオフ変調では、通信理論上、搬送波のオン・オフが急激であれば帯域幅は大きくなり、搬送波のオン・オフが緩やかであれば帯域幅は小さくなる。オンオフ変調信号の帯域幅は、データ伝送速度と次のような関係にある。
{\displaystyle B_{n}=BK}
ここで、{\displaystyle B_{n}}は必要な周波数帯域幅（単位はヘルツ(Hz)）、{\displaystyle B}はキーイングレート（単位はボー）、{\displaystyle K}は予想される電波伝搬条件に関係する定数である。K=1は人間の耳では解読が困難な場合、K=3やK=5はフェージングやマルチパスが予想される場合に使用される。
搬送波を急激に切り替えた送信機が発するスプリアスノイズを「キークリック」(key click)という。このノイズは、通常の急激な切り替えに必要な信号帯域幅よりも、搬送波の上下にある部分で発生する。CWの場合の解決策は、オンとオフの切り替えを緩やかにしてパルスのエッジを柔らかくし丸みを持たせるか、他の変調方式（位相変調など）を用いることである。送信に使用される電力増幅器の種類によっては、キークリックの効果を悪化させることがある。

### 無線電信の使用

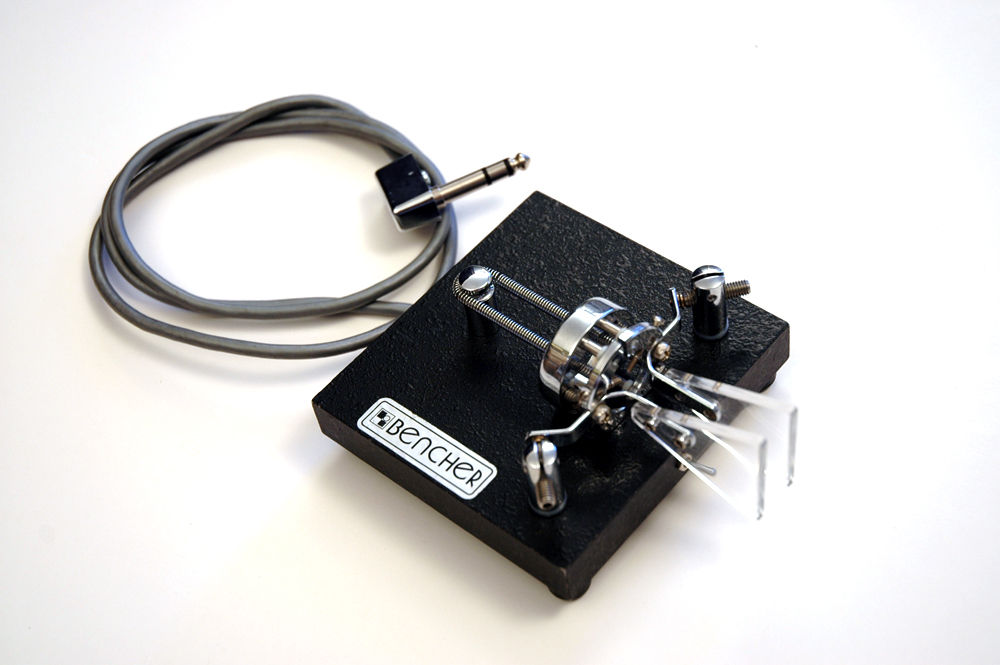
短点と長点を電子回路で自動発生させる自動電鍵

初期の無線送信機は、音声を送信するための変調ができなかったため、CW無線電信が唯一の通信手段であった。音声伝送（無線電話）が完成してから何年も経った今でも、CWは無線通信の有効な手段であり続けている。それは、シンプルで堅牢な送信機を使用できることと、CWの信号が干渉を透過する最も単純な変調方式であることによる。また、信号の帯域幅が狭いため、受信機に選択性の高いフィルタを使用することができ、信号の明瞭度を低下させるノイズの大部分を遮断することができる。
連続波無線は、有線電信と同じように単純なスイッチでモールス信号を送信することから、無線電信と呼ばれていた。しかし、スイッチは電線の電気を制御するのではなく、無線機に送る電力を制御するものであった。この方式は今でもアマチュア無線家がよく使っている。
軍用通信やアマチュア無線では、「CW」という言葉は「モールス信号」とほぼ同じ意味で使われていることが多い。モールス信号は、無線信号以外にも、電線の直流電流、音、光などを利用して送ることができる。電波の場合は、コードの要素である短点と長点を表現するために、搬送波をキーイングしてオン・オフする。搬送波の振幅と周波数は、各コード要素の間、一定である。受信機では、受信した信号とBFO（うなり発振器）からのヘテロダイン信号を混合して、無線周波数の入力信号を音に変えている。現在ではほとんどの商業通信でモールス信号は使用されていないが、アマチュア無線家の間では広く使用されている。航空管制用の無指向性無線標識(NDB)や超短波全方向式無線標識(VOR)では、識別子の送信にモールス信号が使われている。

## レーダー
レーダーの分野では、CWという言葉はモールス符号による短いパルスを送信するものではなく、連続波レーダーシステムのことを指すのが一般的である。

## レーザー科学
レーザー科学やレーザー工学の分野では、「連続波」または「CW」とは、連続的な出力ビームを生成するレーザーを意味し、パルス状の出力ビームを持つQスイッチ、モード同期レーザーに対して「フリーランニング」と呼ばれることもある。